# 可用意識時間
可用意識時間(Time of useful consciousness,簡稱TUC)是指一個人在氧氣供應不足的情況下所能夠進行飛航任務的反應時間。這段時間是從氧氣供應的中斷或暴露在缺氧環境中開始計算，直到失去有效的操控並且該人員不足以做出適當的改善與保護措施為止。這並非達到完全無意識所需經歷的時間。TUC也被稱為有效工作時間(Effective Performance Time,簡稱EPT)。在高海拔區域，TUC會變得很短；考量到這個危險，重點會放在預防而非治療。

## 醫學分析和變化
不同個體之間會有不同的缺氧程度差異，甚至同一個人身上也有不同程度的缺氧差異。一般來說，老年階段的肺部系統效率會降低，並且會造成缺氧症狀發生得更快。 吸菸 會大大的降低氧氣的吸收效率，並且會造成相當於1,000至2,000公尺海拔高度的耐受力減低 (大約3,000至6,000英呎)。缺氧環境也能在低壓艙(altitude chamber)製造出來。這對於鑑別不同個體隨著粗略估計的海拔高度所出現之缺氧症狀是有用的。為了能了解是否應決定減低海拔高度，鑑定症狀通常對於自我診斷有用。儘管以下表格的數據通常被稱為平均可用意識時間，對於一個擁有較短TUC的人而言，平均上的失敗是沒有意義的。
下表反映出以健康年輕的軍事飛行員而言，對於不同的海拔高度所對應的平均TUC:
| 飛行高度(Flight level)的海拔高度 | 可用意識時間(TUC) | 公尺單位的海拔高度 | 英呎單位的海拔高度 |
| -------------------------------- | ----------------- | ------------------ | ------------------ |
| FL 150                           | 30分鐘或以上      | 4,572 公尺         | 15,000 英呎        |
| FL 180                           | 20至30分鐘        | 5,486 公尺         | 18,000 英呎        |
| FL 220                           | 5至10分鐘         | 6,705 公尺         | 22,000 英呎        |
| FL 250                           | 3至6分鐘          | 7,620 公尺         | 25,000 英呎        |
| FL 280                           | 2.5至3分鐘        | 8,534 公尺         | 28,000 英呎        |
| FL 300                           | 1至3分鐘          | 9,144 公尺         | 30,000 英呎        |
| FL 350                           | 30至60秒          | 10,668 公尺        | 35,000 英呎        |
| FL 400                           | 15至20秒          | 12,192 公尺        | 40,000 英呎        |
| FL 430                           | 9至15秒           | 13,106 公尺        | 43,000 英呎        |
| FL 500 以及更高                  | 6至9秒            | 15,240 公尺        | 50,000 英呎        |

這些時間是由經年累月的觀察資料所建立起來並且是對於處在休息狀態下的個體而言。任何的運動都會有相當程度的減少TUC。舉例而言，通常對於暴露在飛行高度250(FL 250)來說，個體的平均TUC為3到5分鐘。但同一個人在進行10個深蹲運動後，TUC會剩下1到1.5分鐘。
快速減壓以及爬升速率極快的狀況會迫使人體肺部的氣體抽出而會減少TUC約最高將近50%。
位於高空軌道的海拔和以上的高度就相當於暴露在太空中，預期會有6到9秒的意識。